# Колонија Кејп
Колонија Кејп (енгл. Cape Colony), званично колонија Рт добре наде (енгл. colony of the Cape of Good Hope) је била некадашња британска колонија поред града Кејптауна коју су они у време наполеонских ратова 1806. преотели Холанђанима. Колонија је постојала све до 1910. кад је уједињена у Јужноафричку Унију као покрајина Кејп.

## Историја

### Оснивање и доба холандске власти
Холандска источноиндијска компанија послала је 1652. свог морепловца Јана ван Рибека да оснује трговачку станицу на Рту добре наде, он је био први управитељ колоније од 1652. до 1662, а наследио га је Захаријас Вагенер.
Колонија Рт добре наде постала је важна станица за опскрбу бродова Холандске источноиндијске компаније који су пловили до Молучких острва у индонежанском архипелагу током 17. и 18. века. Компанија је добила краљевску дозволу да насељава протестанте и тако ојача колонију. Тако су се у колонији поред холандских сељака (хол. Boer) населили и бројни француски Хугеноти. С временом су се ове две заједнице спојиле у етничку скупину знану као Бури (данашњи Африканери).
Током следећих 150 година, Бури су се полако али стално ширили на територије домородачких племена, Хоихои и Бушмана, који због великог технолошког јаза нису могли да се томе одупру, па су или избегли у неприступачне пустиње или постали робови бурских колониста.
Колонија се стално ширила, земљиште непосредно уз Кејптаун било је погодно за ратарство, али удаљенији крајеви према северу и истоку у које су се бројни бурски колонисти отиснули, биле су сушне саване погодне једино за испашу стоке. У ствари далеки север и не толико, јер је то био пустински крај. Зато су се ширили на исток, али су се убрзо сударили са локалним домороцима из племена Коса који су такође били сточари и били су им потребни велики комади земље за стоку. Они су били и пуно боље организовани од Хоихоија и Бушмана. Ускоро су уследили бројни мали ратови (Каферски ратови) између бурских колониста и племена Коса. На крају су потписали мировни споразум по којем је Велика рибља река постала граница колоније према истоку.
Британци су постали заинтересовани за Рт добре наде за наполеонских ратова. Они су из превентивних разлога заузели стратешки важну луку Кејптаун 1795, кад су наполеонске трупе заузеле Холандију. Знајући да су посаде по колонијама збуњене и ослабљене, британска војска послала је генерал-мајора Хенрија Џејмса Крега да заузме Кепјтаун. Холандски гувернер првобитно је одбио предају, али је на претњу силом предао град без борбе. Британци су управљали колонијом до 1803, а тада су је вратили Холанђанима, кад је договорено примирје у Европи.

### Британска ера
Кад је европско примирје пропало, Британци су се вратили у Кејптаун. Након поморске битке у јануару 1806. у заливу Тејбл Беј, холандска посада утврде Кејп (Cape Castle) предала се британској војсци које је водио Давид Бејрд. Краљевска морнарица се толико одушевила луком и њеној стратешкој позицији на путу за Индију, да је уверила све британске државнике да Кејптаун треба задржати у британским рукама. Тако су на крају Наполеонских ратова, Британци, уместо да врате колонију Рт добре наде, исплатили Холанђанима 6 милиона фунти као одштету за колонију.
Бури су тешко прихватили промену власти, особито они по удаљеним фармама. Британски судије почеле су да их позивају на ред због свирепог и бруталног поступка према својим црним робовима. Они су на се судске позиве најчешће оглушивали. Због тога је 1815. избила права мала побуна. На истоку колоније код Слагтер'с Нека, због ње су осудили петорицу Бура на вешање. За извршења казне, пукло је уже и четворо пало је на под. Тада је био обичај да се такве осуђенике након тога помилује, али су они упркос молби поновно обешени. Они су постали први бурски мученици у сукобу који ће се наставити следећих деценија.
Незадовољни Бури почели су да се селе преко Велике рибље реке тако да су то Косе схватили као ратну провокацију па је граница постала поновно несигурна. Због тог су Британци изградили 1812. утврду Грахамстаун, а затим читав низ утврда дуж Велике рибље реке. Велики напад Коса на Грахамстаун 1819. приморао је тадашњег гувернера Самерсета да формира тампон зону дуж Велике рибље реке у којој је било забрањено ропство, а сви бели колонисти су постали аутоматски чланови граничне милиције. Суше следећих година упропастиле су пројекат, који је касније спашен увођењем мерино оваца, које су омогућиле колонистима да пристојно живе.
Притисак на Буре и њихову културу појачао се 1827. кад је енглески језик заменио холандски као службени језик колоније. Додатни ударац било је фаворизовање британских мисионара, за евангелизацију црначког становништва, којима су се они радо обраћали и жалили на поступке код бурских послодаваца. То је довело до многих тензија међу Бурима.
Кап која је прелила чашу бурског незадовољства било је укидање ропства 1834. године. Бурски фармери имали су тад око 40.000 робова, које је требало да ослободе. Колонијалне власти су обећале и накнаду, која се једино могла наплатити у Лондону. Већина бурских фармера била је толико сиромашна да си није могла ни унајмити агента који би их заступао у Лондону, а о путу су могли само да сањају.
Након тога су Бури почели да се исељавају из колоније Рт добре наде. Лидер им је постао Пит Ретиф, који је након отвореног новинског чланка 1837. повео 3.000 Бура преко масива Дракенсберг на пут који је касније назван Велика сеоба (Great Trek). Они су се населили у Наталу, протерали нешто мало затечених британских колониста и основали своју Републику Натал с Питермарицбургом као главним градом 1939. године. Британци из колоније Рт добре наде нису се због тога превише узбудили, већ су тврдили да је Натал и надаље територија у надлежности њихове колоније, те да се и на њих односе исти закони. Због тога је већина Бура из Натала поновно кренула на пут. Овај пут зашли су дубину у јужне Африке до Хајвелда и реке Орање.
Ипак, нису се сви Бури иселили из колоније Рт добре наде и отиснули на Велику сеобу. Бројни фармери остали су да живе на својим имањима. Иако огорчени на Британце, ипак су се прилагодили на нове прилике у колонији, тако да је бурска заједница остала велика и моћна мањинска заједница унутар колоније.
Колонија Рт добре наде била је једна од ретких дестинација на афричком континенту, која је била релативно безбедна и удобна за европске колонисте. По њој нису харале неугодне тропске болести као по западној афричкој обали. Она је такође била ван зоне сточне куге, а то је значило да се могу употребљавати коњи, који су по средишњој Африци угибали. Други кључни фактор за долазак бројних колониста, био је положај колоније. Многи путници на путу према Далеком истоку и Аустралији, одлучили су се скрасити у њој, импресионирани оним што су видјели у Кејптауну и окушати своју срећу ту. Ипак, за бројне британске досељенике колонија је била само пролазна станица, јер су врло брзо установили да је најбоља земља већ запоседнута. Тако британска већина у колонији никад није значајно премашила број бурске мањине.
Колонија Рт добре наде територијално се проширила на север правим дипломатским мајсторијама 1860-их и 1870-их. У западном Грикаленду у доњем току реке Вал откривени су 1867. дијаманти. Око тог подручја избио је спор између колоније Рт добре наде и бурске Јужноафричке Републике (Трансвал) која је тврдила да је то њена територија на темељу Мировног споразума из Блумфонтејна. Домородачки Грике хтели су радије да подпадну под Британце него под Буре, тако да је независна комисија одлучила да територија припада колонији Рт добре наде, која је 1871. анектирала ту територију.

### Ратови са бурским републикама
Британско царство дало је 1872. колонији Рт добре наде право на самоуправу. Један од првих корака нове колонијалне владе био је увођење африканса (холандског) као другог службеног језика. Бури су након тога почели да се слободније осећју и основали своју политичку организацију Афричку унију (Afrikaner Union). Нову помутњу у британско-бурске односе донела је прва анексија Јужноафричке Републике (Трансвал) и Први бурски рат након тога. Након тога су и британски становници колоније основали своју организацију Британски царски савез (British Empire League) тако да су се односи још више закомпликовали.
Откриће злата у бурској колонији Јужноафричке Републике (Трансвал) довело је до кулминације сукоба: Другог бурског рата. Прво је тадашњи премијер колоније Рт добре наде, Сесил Роудс покушао да испровокује унутрашњи сукоб у Трансвалу преко Џејмсонове буне у децембру 1895. уз помоћ полицајаца из Родезије и Бечуаналенда и британских грађана на раду у Трансвалу званих уитлендерс, која је неславно завршила, тако да је на крају морао да поднесе оставку.
Неуспех Роудса да анектира Трансвал није значио да су остали британски моћници престали бити заинтересовани да присвоје те огромне количине злата за себе. Невил Чемберлен и Алфред Милнер јасно су исказали намере за анексијом бурских република Трансвал и Слободна Држава Орање у Британско царство милом или силом. На крају је избио Други бурски рат који је однео много жртава, пољуљао међународни углед Британије и довео до анексије тих двеју република у Британско царство 1902. као крунских колонија.

### Крај колоније Рт добре наде
На крају су све британске крунске колоније у јужној Африци (колонија Натал, колонија Трансвал, колонија Орање и колонија Рт добре наде) уједињене 1910. у Јужноафричку Унију која је дала зачуђујуће пуно права пораженим Бурима.

## Географске карактеристике и становништво
На свом врхунцу 1910. колонија Рт добре наде простирала се од полуострва Кејп све до Велике рибље реке на исток, а на север све до реке Орање и границе са Намибијом уз обале Атлантског и Индијског океана, на површини од 569.020 km². Тада је имала 2.564.965 становника.